# Pedro Pascual
San Pedro Pascual O. de M., (Valencia, ca. 1227–Granada, 6 de diciembre de 1300) fue un religioso, obispo mercedario de Jaén y mártir español.

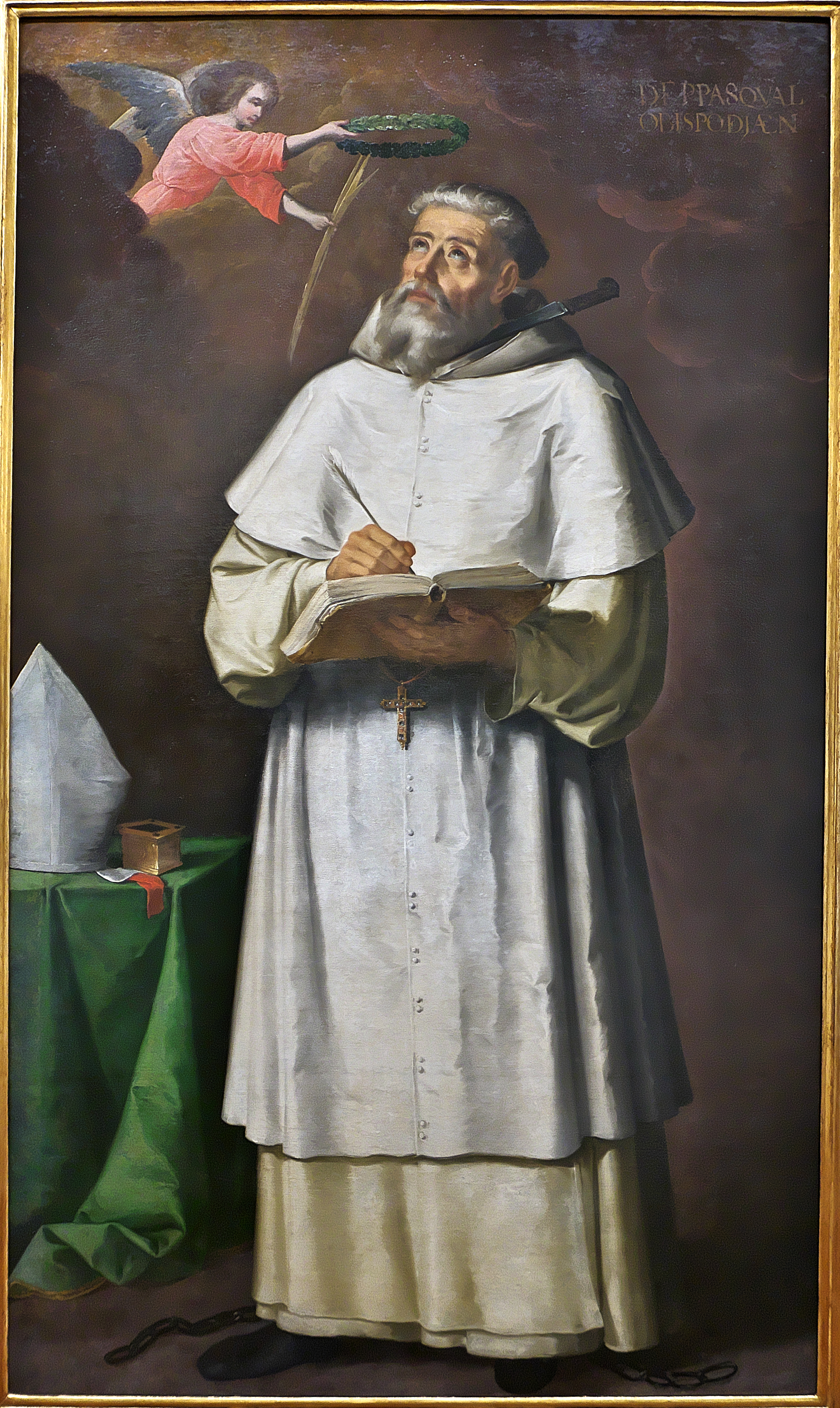
San Pedro Pascual, Francisco de Zurbarán

## Biografía
Nació en Valencia hacia 1227 (todavía bajo dominio musulmán). Sus padres, mozárabes valencianos, que vivían cerca del actual Portal de la Valldigna, le pusieron el nombre de Pedro en honor a san Pedro Nolasco, al que se encomendaron para poder concebirlo, pues eran estériles.
La región estaba gobernada por almohades y la élite musulmana, compuesta en parte de las personas de origen árabe y, por otra, de individuos que bien ellos, o sus antepasados, habían renunciado al cristianismo. Los cristianos se encontraban en una situación discriminatoria pero aun así sus padres fueron capaces de redimir a esclavos cristianos, uno de los cuales se convirtió en el tutor de su hijo Pedro.

### Estudios
Iniciado en los estudios eclesiásticos, los continuó en París a partir de 1241 un poco antes de la conquista de Valencia por Jaime I de Aragón, donde fue ordenado sacerdote en 1249. Fue compañero de estudios de San Buenaventura y de Santo Tomás de Aquino.

### Vida en la diócesis
Vuelto a España en 1250 fue nombrado canónigo en la catedral de Santa María de Valencia. Posteriormente fue a Roma e ingresó en la orden de la Merced. De vuelta a España, se convirtió en preceptor de Sancho, hijo de Jaime I de Aragón, que en 1266 se convirtió, con tan solo 16 años de edad, en arzobispo de Toledo y al que sirvió también como asistente.
Pronto se convirtió en un predicador famoso. Viajó por España, Portugal e Italia. Fue nombrado obispo por la Diócesis de Jaén en 1294. Y vuelve a Roma donde fue consagrado obispo en 1296 por el papa Bonifacio VIII.
De vuelta a España, el obispo trató de restablecer el orden en su diócesis cuya sede estuvo vacante durante seis años a causa de la ocupación árabe. Pero no tiene tiempo para realizar su tarea debido a que el 20 de febrero de 1297, mientras realiza una visita pastoral, fue capturado durante una incursión musulmana dirigida por Muhammad II, el emir de Granada. Es llevado como esclavo a la capital andaluza, aunque conserva la suficiente libertad para consolar a los esclavos, cristianos o no. Por dos veces se recibe el pago de su rescate por enviados de su diócesis que vienen a negociar su liberación con el emir, pero él prefiere liberar en su lugar a las mujeres con niños que habían sido capturadas. Durante su cautiverio, escribió la Disputa del obispo de Jaén contra los Judíos y La impugnación de la escuela de Mahoma, obras apologéticas con la finalidad de proteger a los prisioneros cristianos contra las tentaciones de la apostasía.

### Martirio
Sin embargo el emir, irritado por su proselitismo y conversiones de los propios musulmanes, lo envió a la cárcel. Fue decapitado el 6 de diciembre de 1300 y enterrado dentro de la prisión, en un lugar llamado de los mártires.
Sus restos descansan en el altar mayor de la catedral de Baeza. Hubo discusiones sobre el lugar en donde debía ser enterrado: los feligreses de Baeza, muy piadosos, opinaban que debía descansar en la catedral de Baeza. En Jaén sucedía igual, y decidieron colocar los restos del santo sobre un burro en un cruce de caminos, y que este decidiera el lugar. El burro se dirigió hacia Baeza, y allí fue donde reposa el santo hasta hoy día.
Es el patrono de los estudiantes de la Orden de la Merced.

## Obra
- Disputa del obispo de Jaén contra los Judíos
- Impugnación de la escuela de Mahoma
- Libro de Gamaliel
- Destrucción de Jerusalén
- Tratado Contra el fatalismo musulmán
- Glosa del Padre Nuestro
- Glosa de los Diez mandamiento
- Vida Lázaro

También se le atribuye la llamada "Biblia Parva" un compendio de su obra doctrinal y teológica, que adquirió gran difusión en los siglos posteriores. La mayoría de los pasajes se encuentran reproducidos casi literalmente en otras obras, especialmente en la "Disputa contra los jueus sobre la fe catholica". No está claro como afirma Fr. Pere Armengol i Valenzuela, en el prolec al segon volum de les Obres de S.Pere Pasqual (Roma 1907), que la Biblia Parva fuera posterior a otras obras del santo.
La Biblia Parva tiene ciertamente una unidad y propósito un tanto diferente de otras obras más polémicas, como son la "Disputa contra los judíos" y la "Impugnación de la secta de Mahoma", donde se encuentran la mayor parte de pasajes idénticos o paralelos. Es un compendio expositivo de doctrina cristiana para a instruir a los cristianos cautivos en Granada y salvarlos de la apostasía.

## Controversia
Su existencia ha sido puesta en tela de juicio. Si bien las dudas sobre su autenticidad no están cerradas, diferentes estudios, como los de Jaume Riera i Sans en La invenció literària de sant Pere Pasqual, o el realizado por Manuel Sanchis Guarner, indican que la atribución de esta obra a Pedro Pascual se produjo 1629 y en la misma obra en la que el mercedario fray Pedro de San Cecilio relacionó por primera vez un Pedro obispo mártir de Jaén con el mercedario valenciano Pedro Pascual, compañero de san Pedro Nolasco. La Orden de la Merced también ha sido la autora de la atribución de esta obra a Pedro Pascual, mediante una falsificación de la portadilla de un incunable, hacia el año 1675. El nombre del autor de la llamada Biblia Parva no consta, sin embargo, en ninguno de los quince manuscritos del siglo XV, posteriores a 1430, por la letra y el lenguaje, ni en la edición incunable.
El título de Biblia Parva se empezó a usar en la edición de la traducción latina publicada en 1676 y procede del nombre de la versión castellana sobre la que se hizo la latina, que era Biblia Pequeña. La mayoría de los manuscritos, ni en los más antiguos, sin embargo, no tienen título. Por ello y dado que no se trata de ninguna biblia, ni por el contenido ni por la extensión, se ha propuesto el título más común y puramente descriptivo de Libro del Obispo de Jaén.
En cuanto al supuesto origen valenciano de la obra, ninguna de sus características lingüísticas permite afirmarlo, según Manuel Sanchis Guarner. En relación con su fecha de redacción, son del siglo XV los doce manuscritos del texto catalán original que se conservan, así como la edición incunable también catalana, de 1492. Además, ningún rasgo lingüístico permite datar la redacción antes de este siglo.
La atribución de la obra a Pedro Pascual, y de otras obras anónimas que en algunos códices aparecen encuadernadas junto con esta, y la datación de todas ellas antes de la conquista de Jaime I ha servido a algunos [¿quién?] como demostración de una supuesta pervivencia del mozárabe hasta la conquista jaumina.
Los defensores de la existencia de Pedro Pascual, por el contrario, alegan que cuando Jaume Riera i Sans escribió en La invenció literària de sant Pere Pasqual: «Com que les seves biografies afirmen que el rei Jaume I el nomenà canonge de la Seu de València i li confià l'educació de l'infant Sanç, futur arquebisbe de Toledo, ... (Como sus biografías afirman que el rey Jaime I lo nombró canónigo de la Sede de Valencia y le confió la educación del infante Sancho, futuro arzobispo de Toledo...)», no mencionó que esta información se muestra en un cuaderno manuscrito del año 1400, que se halló en el Archivo del Real Convento de la Merced de la Ciudad de Gerona donde se lee: «LoVispe de Iaen Pascal era fort veyl can Redemptor, havia vestit nostre Habit. Fort volgut del Rey en Iacme, qui li retè à son fil Sancho per ensenyança. Ley crià fort be. Retè una Canongia de Valencia. Dels avers feu’ repartimen à pobres, è dintre Lorde à exemple de Nolasch.». La traducción de Manuel Mariano Ribera en su Alegación Apologética fue: «El Obispo de Iaen Pasqual, era muy viejo quando Redentor, havia vestido nuestro Habito, muy estimado del Rey en Iayme, quien le entregò à su hijo Sancho para la enseñança, se lo crió muy bien, renunció una Canongia de Valencia, de sus bienes hizo repartimiento à pobres, y dentro el Orden à exemplo de Nolasch.».[cita requerida]
Jaume Riera i Sans escribió también: «I el seu llenguatge correspon ben bé a aquesta època ["bastant entrat el segle XV"], sense cap arcaisme flagrant. Aquesta era també l'opinió del professor Manuel Sanchis: "No se puede afirmar que el valenciano del siglo Xlll fuera como el del siglo XV en el cual están vertidas las obras de san Pedro Pascual (Y su lenguaje corresponde muy bien a esta época ["bastante entrado el siglo XV"], sin ningún arcaísmo flagrante. Ésta era también la opinión del profesor Manuel Sanchis: "No se puede afirmar que el valenciano del siglo Xlll fuera como el del siglo XV en el cual están vertidas las obras de san Pedro Pascual)"».
De acuerdo con Juan Costa Catalá, ni Jaume Riera i Sans ni Manuel Sanchis Guarner tuvieron en cuenta arcaísmos del supuesto romance valenciano que enunció en su artículo  «Introduccio a la Biblia Parva de Sant Pere Pasqual»:
«El lenguaje de las obras atribuidas a San Pedro Pascual, y concretamente el de la Biblia Parva, no hay duda que conserva características de más antigüedad que el del siglo XV en que fueron escritas las copias de que disponemos. No se trata aquí de hacer un estudio pormenorizado del lenguaje. Nos limitaremos a poner una breve lista de formas y palabras al menos un siglo anteriores, y más, a las que usa habitualmente Isabel de Villena en su Vita Christi: aytal (tal), enans (ans), alscuns (alguns), hoc (sí), tro (fins), fort (molt), poch (chic o petit), esgleya o sgleya (esglesia o sglesia), Deus (Deu), benvyrança i benvyrat (benaventurança i benaventurat), lig (ley), flum (riu), glay (espasa), sinestra (esquerra), folch (ramat), gitar (lançar), tolre (levar), apellar (nomenar), laguiar (tardar), romandre (restar), atrobarets (trobaréu), covench (convengue), pach (pague), colpa (culpa), aer (aire), lombres (lloms ), etc.».
Juan Costa Catalá continúa con su relación de arcaísmos flagrantes: "... «lombres»: «tots eren enclosos, segon carn, en los lombres de Adam» (página 57), en el Ms Esc [Manuscrito de El Escorial] de la Biblia Parva. El Ms Vat [Manuscrito Vaticano] la cambia por la más moderna «loms». En la «Disputa contra los juheus», según transcripción de Pedro Armengol, al comienzo del capítulo XI, hallamos esta misma frase, idéntica a la versión del Ms Vaticano. Pero, a continuación, leemos: «perque tots exints de la generacio en generacio, han trets dels seus lombes aquell senyalament» (página 58). Todas estas variantes derivan del latín «lumbus» y denotan ser remanentes de un lenguaje romance muy arcaico. Otra palabra que hallamos en los dos manuscritos mencionados, al comienzo del capítulo VIII, es «parhom»: «degués amar Deu son creador, e son parhom, lo qual es son semblant». Esta palabra no la he encontrado tampoco en ningún diccionario, escribió Juan Costa Catalá. El mismo texto explica su significado, referido al hombre: semejante, igualmente hombre. La palabra «lilla», en la frase «la lilla del ull, per lo qual veém, es axi pocha com una lentilla», que aparece en los dos manuscritos, muy avanzado el capítulo XVIII, es una palabra que no hallamos en ningún otro lugar o diccionario. Como tampoco la palabra «sutzahim», o la palabra «esquivedansa» en el título XXVI del Ms Esc. En el título XXXI (XXXII) [… el Manuscrito Vaticano tiene un capítulo más a partir del XXII, porque divide el XXI del Manuscrito de El Escorial en dos. De ahí la doble numeración que ponemos. (página 57)] aparece la forma verbal «has exequada» en la frase «has exequada l’aygua del gran abis» en el Ms Esc, y «has exequat lo gran abis» en el Ms Vat. «Exequar», palabra derivada del latín «ex-aequare», igualar, no se encuentra tampoco en ningún diccionario. 
Encontramos frases tan valencianas como «trencarà les portes d’aram e pessejarà (peçejarà) los forrellats de ferre». I todavía más esta otra: «Yo reemi a vos en les cordetes de Adam». Notemos aquí dos cosas importantes: el diminutivo «cordetes» i el uso de la preposición «en» por «ab». Para que no quede ninguna duda, la versión del Ms Vaticano es idéntica excepto en la preposición: «ab les cordetes de Adam»."[cita requerida]
Los arcaísmos del valenciano de la obra de san Pedro Pascual se corresponden con el lenguaje de Los Fueros y Las Costumbres del Reino de Valencia, de 1261.
Jaume Riera i Sans afirmó que «Insisteixo: no hi ha cap manuscrit català que insinuï gens que el bisbe de Jaén autor de les obres que ara examinem tenia un nom propi determinat, ...(Insisto: no hay ningún manuscrito catalán que insinúe nada acerca de que el obispo de Jaén autor de las obras que ahora examinamos tenía un nombre propio determinado, ...)». En cambio, Juan Costa Catalá afirmó que San Pedro Pascual sí firmaba sus obras: "La moderna crítica histórica parece tener dudas respecto a su pertenencia a la Orden Mercedaria, o a cualquiera otra congregación religiosa, a pesar de que en todos los manuscritos repetidas veces pone el autor «yo religios», y sobre el apellido Pasqual o Paschasius, pero no sobre la autenticidad del personaje. Dudas que expresan sólo una insuficiencia de documentación que se pueda avalar y ciertas oscuridades. Pero ahí están los manuscritos y una tradición testimonial bastante más antigua que las piadosas biografías del siglo XVII, la cual le atribuye un origen valenciano y la autoría de los escritos. Cabe preguntarse a qué vienen esas descalificaciones tan radicales.".
Respecto de la afirmación de Jaume Riera i Sans acerca de San Pedro Pascual: «ni que pertanyia a l'orde mercedari (ni que pertenecía al orden mercedario)», se menciona explícitamente en el cuaderno manuscrito de 1400: «... havia vestit nostre Habit. ...», el hábito de la Orden religiosa de la Merced: «LoVispe de Iaen Pascal era fort veyl can Redemptor, havia vestit nostre Habit. Fort volgut del Rey en Iacme, qui li retè à son fil Sancho per ensenyança. Ley crià fort be. Retè una Canongia de Valencia. Dels avers feu’ repartimen à pobres, è dintre Lorde à exemple de Nolasch.» Sant Pere Nolasc fue el fundador de la Orden Real y Militar de Nuestra Señora de la Merced de la Redención de los Cautivos, el año 1218 (Ordo Beatæ Mariæ Virginis de Redemptione Captivorum).
El "obispo de Jahen, D. Pasqual" que aparece en la Concesión del Fuero Real y otros privilegios a Burgos no es San Pedro Pascual. Es el segundo obispo de Jaén y San Pedro Pascual fue el séptimo.[cita requerida]

## Su nombre en instituciones
Existe un colegio en Valencia denominado Colegio San Pedro Pascual, en el barrio de La Petxina y que data su apertura en 1950, con gran arraigo en la ciudad y cuya titularidad es de los Misioneros de los Sagrados Corazones de Jesús y María de Mallorca. 
Existen colegios mercedarios llamados San Pedro Pascual en distintos lugares del mundo, como son los de Buenos Aires, Arequipa y otros. Así como, otras instituciones de la Orden de la Merced.
| Predecesor: Juan III | Obispo de Jaén 1296 - 1300 | Sucesor: García Pérez |

## Galería

Escudo de la Orden de la Merced.

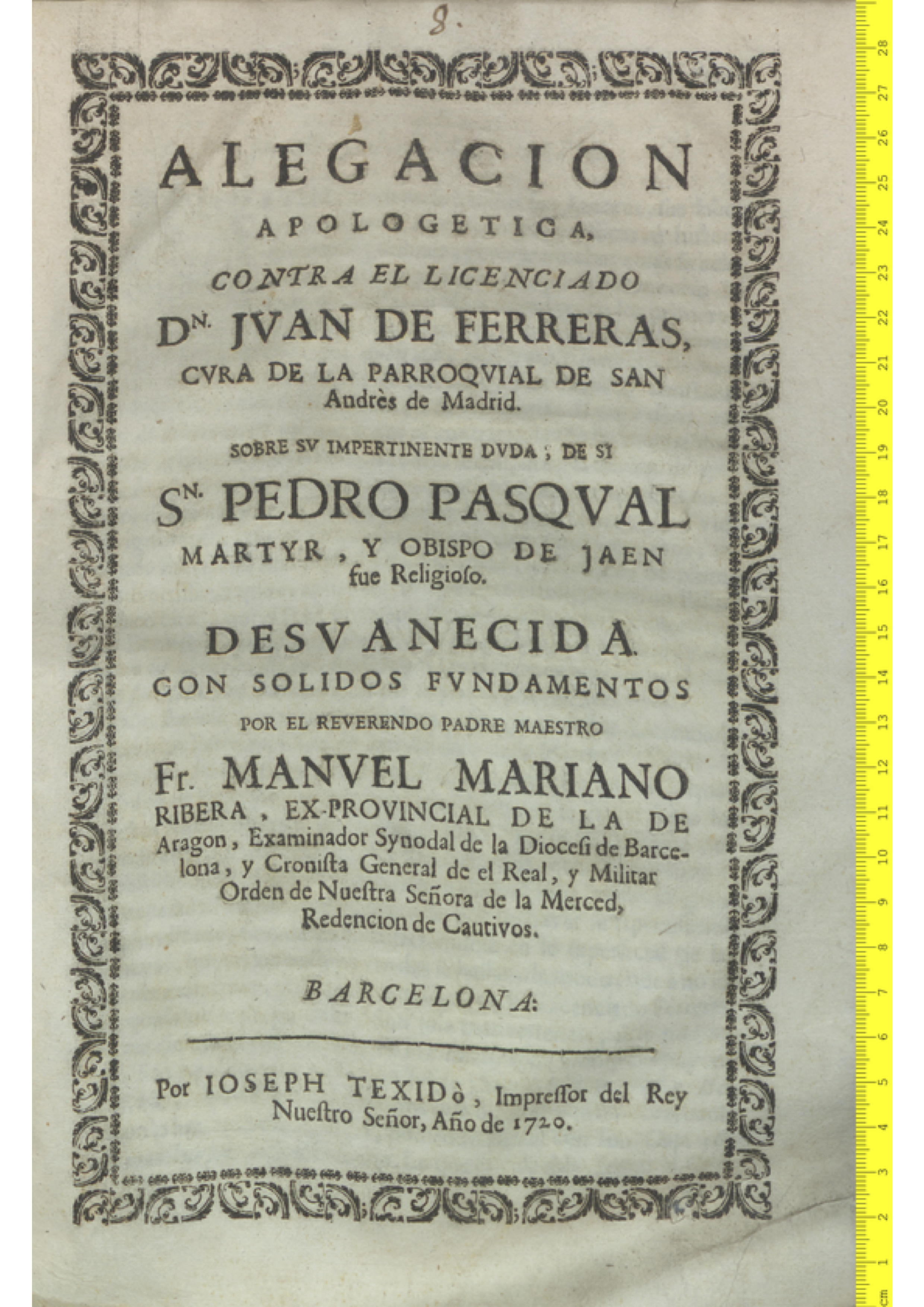
ALEGACION APOLOGETICA CONTRA EL LICENCIADO DON JVAN DE FERRERAS, CVRA DE LA PARROQUIAL DE SAN Andrès de Madrid, SOBRE SU IMPERTINENTE DUDA DE SI SAN PEDRO PASQVAL MARTYR, Y OBISPO DE JAEN fue Religioso, DESVANECIDA CON SOLIDOS FVUNDAMENTOS POR EL REVERENDO PADRE MAESTRO Fray MANVEL MARIANO RIBERA , EX-PROVINCIAL DE LA DE Aragon, Examinador Synodal de la Diocesi de Barcelona, y Cronista General de el Real, y Militar Orden de Nuestra Señora de la Merced, Redencion de Cautivos. Barcelona. Por IOSEPH TEXIDÒ, Impressor del Rey Nuestro Señor, Año de 1720. Portada.
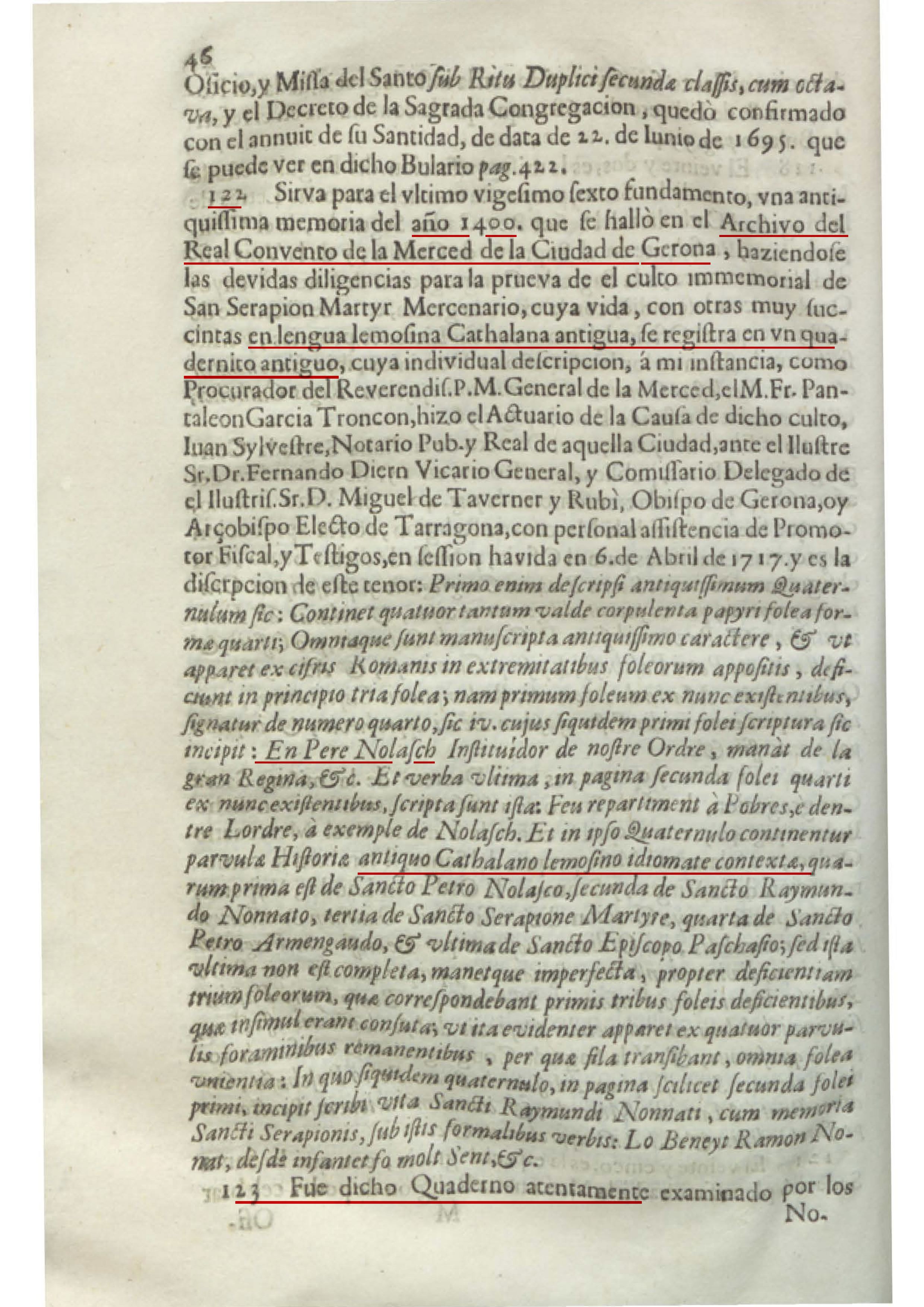
Cuaderno manuscrito de 1400 que hace referencia a San Pedro Pascual. Página 1 de 4. Archivo del Real Convento de la Merced de la Ciudad de Gerona.
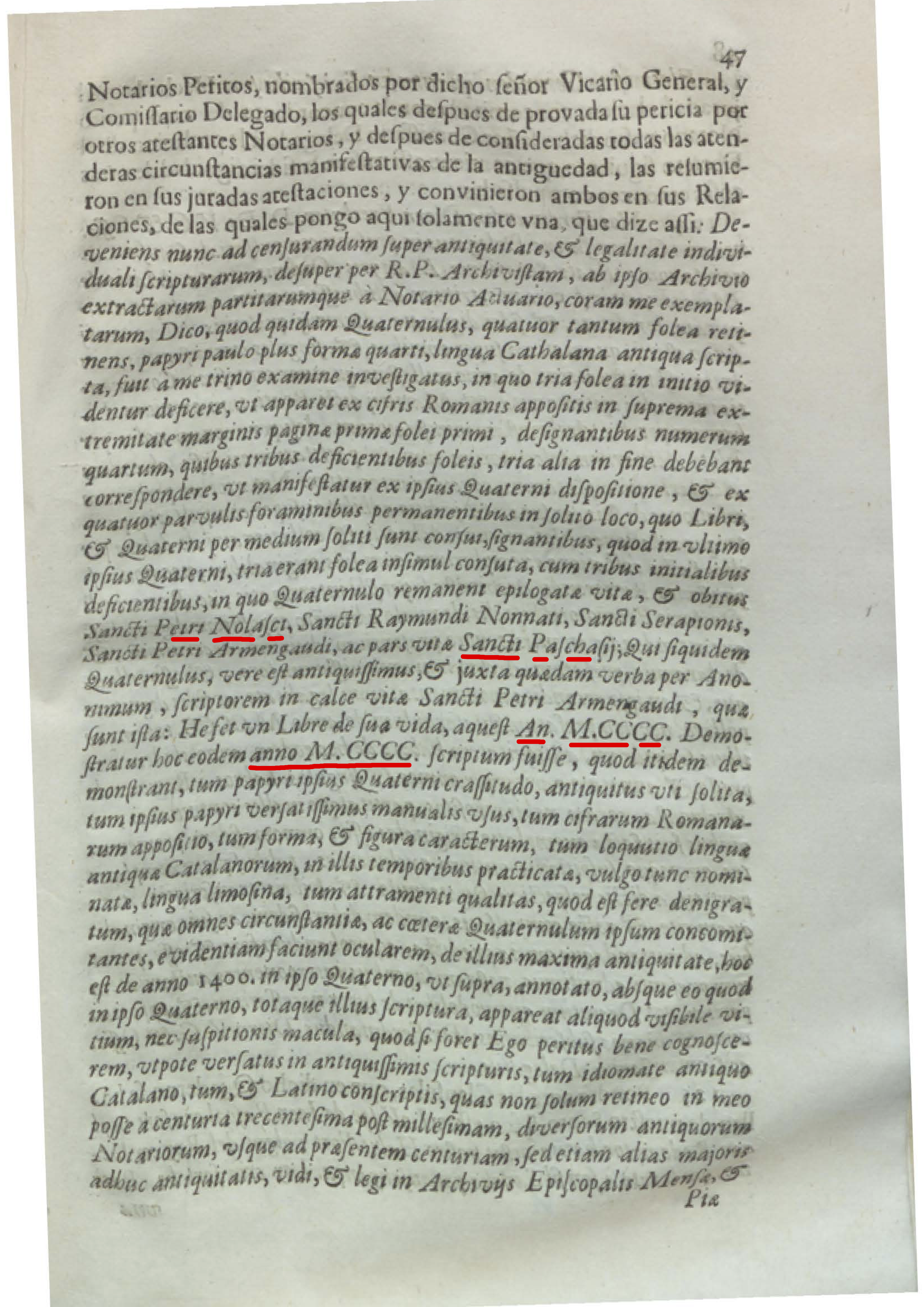
Cuaderno manuscrito de 1400 que hace referencia a San Pedro Pascual. Página 2 de 4. Archivo del Real Convento de la Merced de la Ciudad de Gerona.
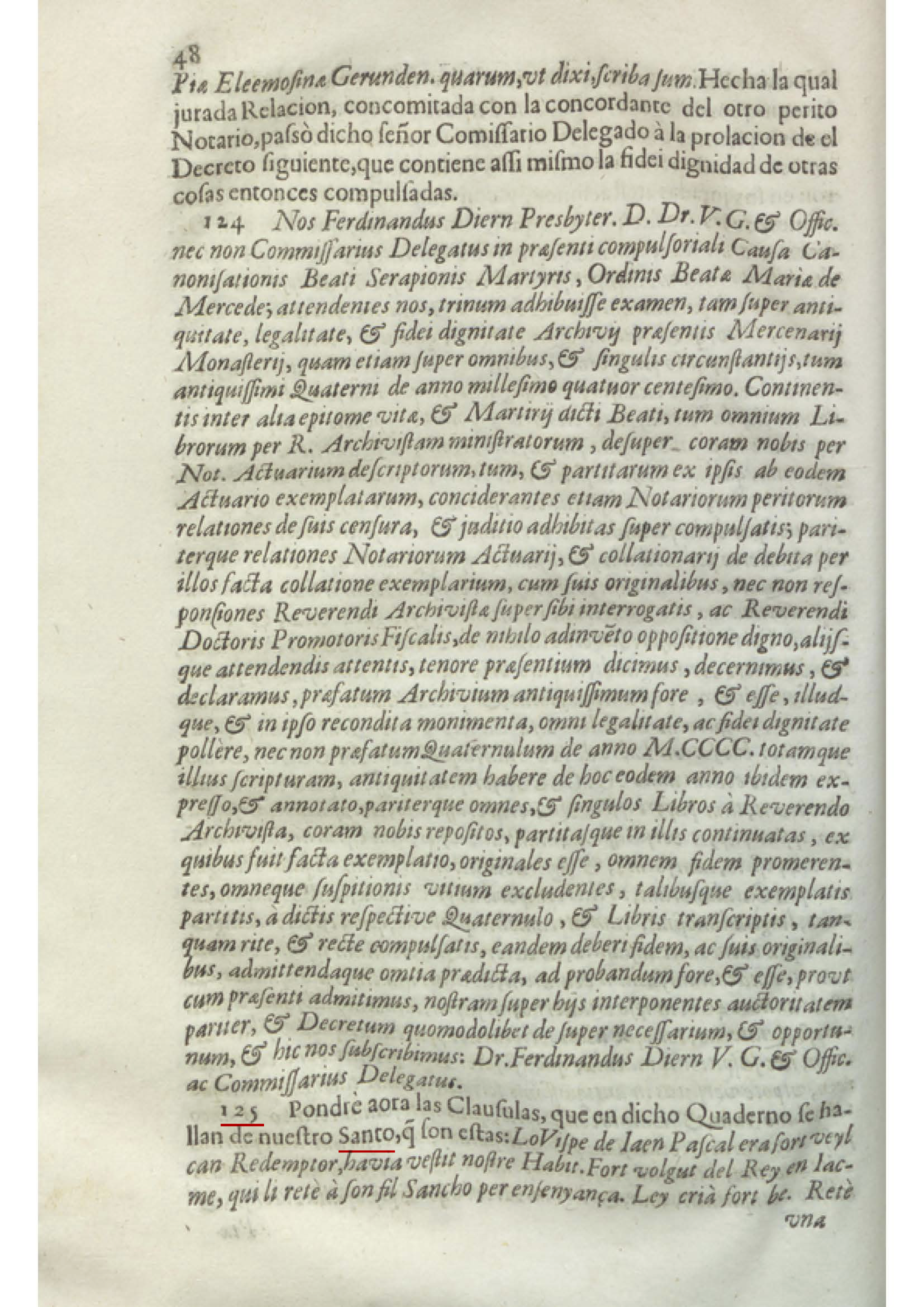
Cuaderno manuscrito de 1400 que hace referencia a San Pedro Pascual. Página 3 de 4. Archivo del Real Convento de la Merced de la Ciudad de Gerona.
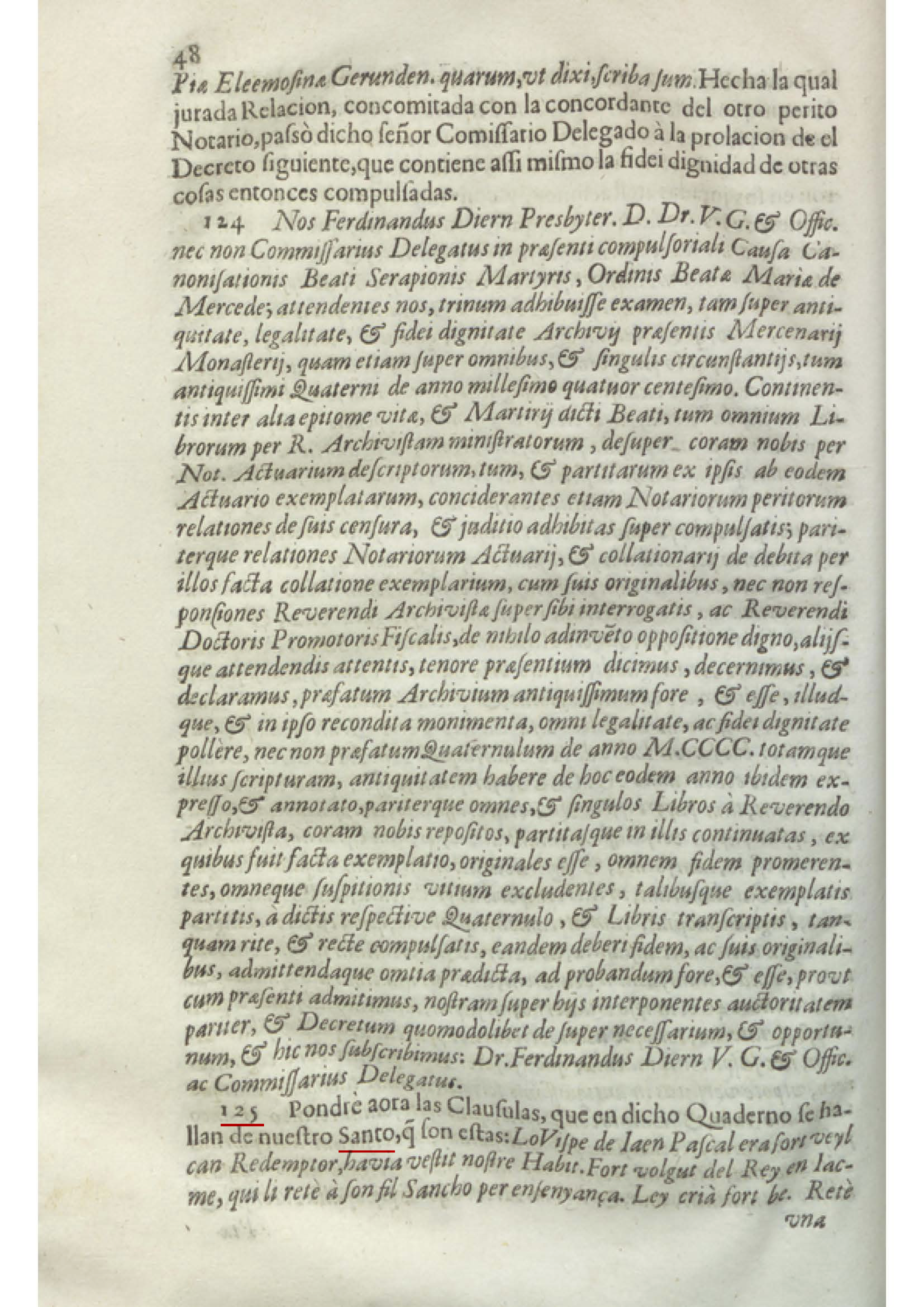
Cuaderno manuscrito de 1400 que hace referencia a San Pedro Pascual. Página 4 de 4. Archivo del Real Convento de la Merced de la Ciudad de Gerona.

San Pedro Pascual O. de M., (Valencia, ca. 1227 - Granada, 6 de diciembre de 1300) sacerdote valenciano, obispo mercedario de Jaén y mártir.